# Hans Rucker (Bildhauer)

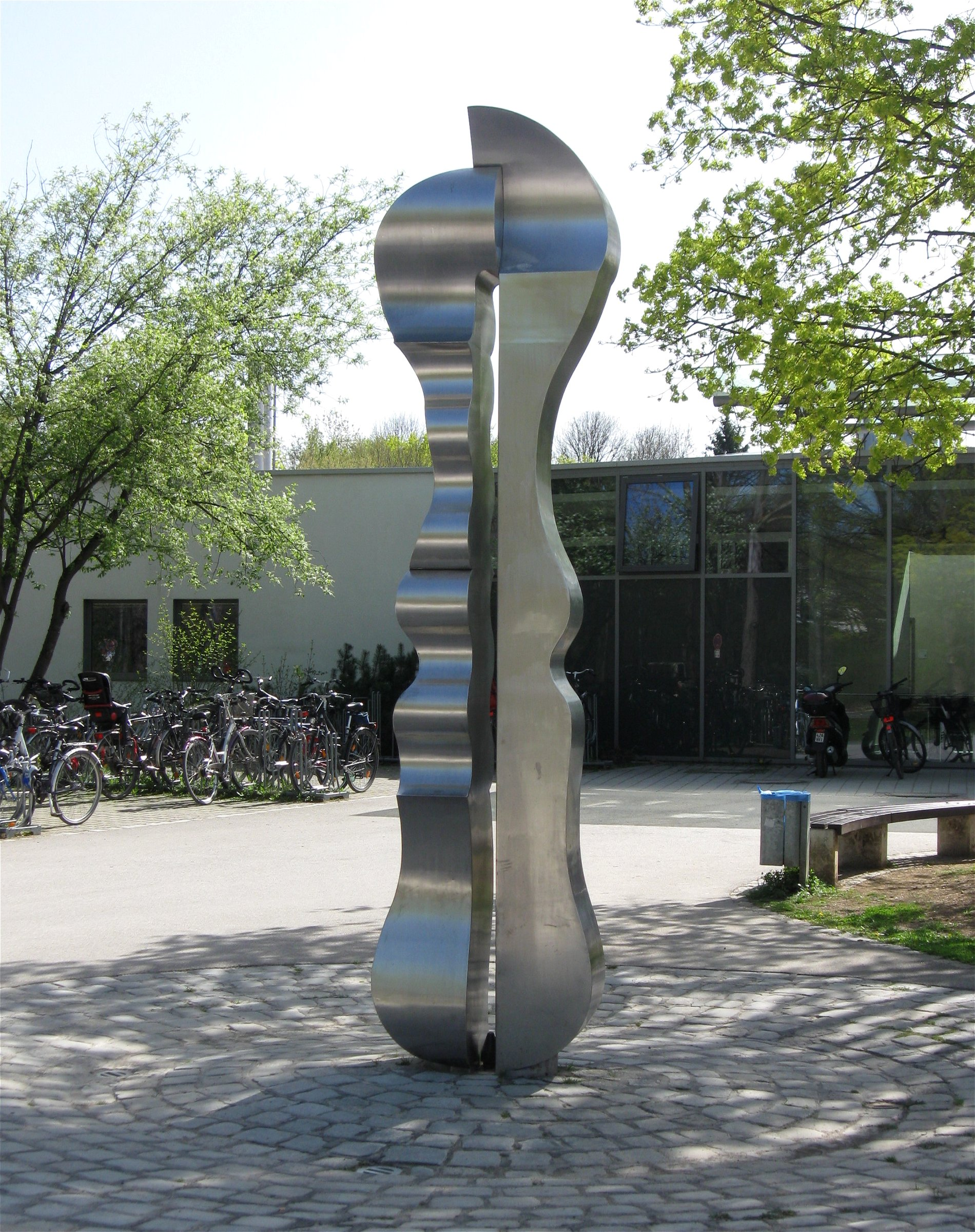
Eisernes Paar, München

Hans Rucker (* 1931 in Marktleugast, Oberfranken, Bayern; † 2011 in München, Oberbayern) war ein deutscher Bildhauer.

## Leben und Werk
Im Anschluss an eine Ausbildung zum Holzbildhauer in Berchtesgaden studierte Rucker von 1950 bis 1957 Bildhauerei an der Akademie der Bildenden Künste München bei Josef Henselmann. Seitdem arbeitete er freischaffend. 1963 erhielt Rucker den Antonioni-Preis für Plastik, Padua, 1965 den Bayerischen Staatsförderpreis für Bildhauerei. Ein Stipendium führte ihn 1966–67 an die Villa Massimo in Rom.
Rucker lebte und arbeitete in München.
Rucker begann mit Arbeiten in Holz und Stein, später verwendete er auch Bronze und Stahl. Seit etwa 1971 verwendete er bevorzugt Marmor. Rucker schuf zahlreiche Skulpturen für den Öffentlichen Raum; hervorzuheben ist hier die gebäudeverbindende Gesamtgestaltung (1979–81) an der Europäischen Schule in München.

## Werk (Auswahl)
- 1958 Steinrelief am Hauptportal (Taufe Jesu und Dreieinigkeit). Evang.-luth. Pfarrkirche Hl. Dreieinigkeit, Bad Staffelstein, Landkreis Lichtenfels
- Holzdecke, Altar- und Kanzelmotive. Evangelisch-Lutherische Christuskirche Bayreuth
- 1966 Fremde Blume. Brunnen, Bronze, 200 × 200 × 200 cm. Alexandrastraße 1, München
- 1967 Saurierfigur, Muschelkalkstein, Graf-Münster-Gymnasium Bayreuth
- 1971 (Ohne Titel). Brunnenskulptur, Carrara-Marmor, 9 m lang, 160 cm hoch. Innenhof der Rechts- und Wirtschaftswissenschaftlichen Fakultäten, Universität Regensburg
- 1973 Konkave und konvexe Form. Brunnen, Carrara-Marmor, ca. 550 × 550 cm, Theatinerhof, München
- 1975/1977 Ruckerbrunnen. Metall, ca. 5 m hoch. Rathausplatz, Erlangen
- 1976 Gesteinsader. Carrara-Marmor, ca. 175 cm hoch, 8 m lang. Klinikum Grosshadern, München
- 1976 Eisernes Paar. Brunnen, Edelstahl. Michaelibad, München[2]
- 1976  Zwei Stelen, Marmor, 2,90 m hoch, Technisches Ämtergebäude Bayreuth
- 1979–81 Geschwungenes Steinband. Carrara-Marmor, Platzgestaltung. Europäische Schule München[3]
- 1992 Marmorplastik. Bezirksklinik Rehau, Oberfranken
- 1997 Stadtbrunnen. Granit, rund, 5 m Durchmesser. Marktplatz, Lauf an der Pegnitz
- 1997/2008 Schnecke. Bardiglio-Marmor, 130 cm lang, 100 cm breit, 115 cm hoch. Wettbewerbsentwurf 1997 von Hans Rucker, von Maria Rucker (seiner Tochter) von 2005 bis 2007 überarbeitet und ausgeführt. Kooperationseinrichtung Riemerschmidstraße 69, München[4][5]
- Geländeskulptur[6], Helmholtz Zentrum München
- Marmorbrunnen[7], Helmholtz Zentrum München
- Sternbrunnen, München-Neuperlach

## Fotogalerie

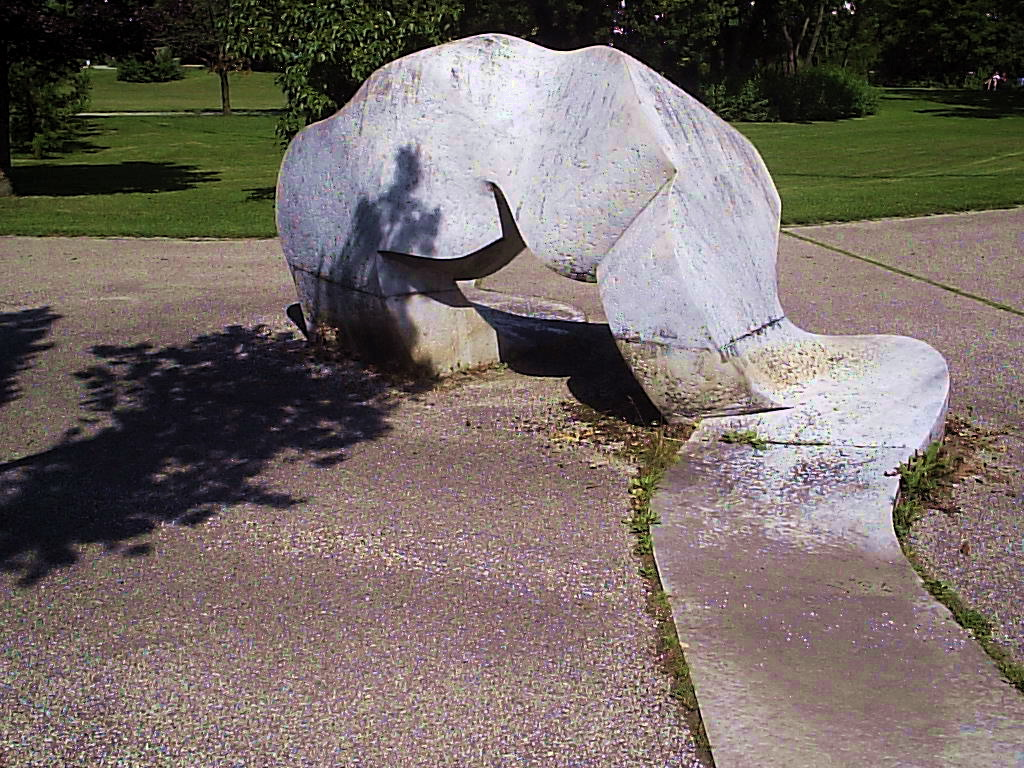
Gesteinsader, Klinikum Grosshadern, München
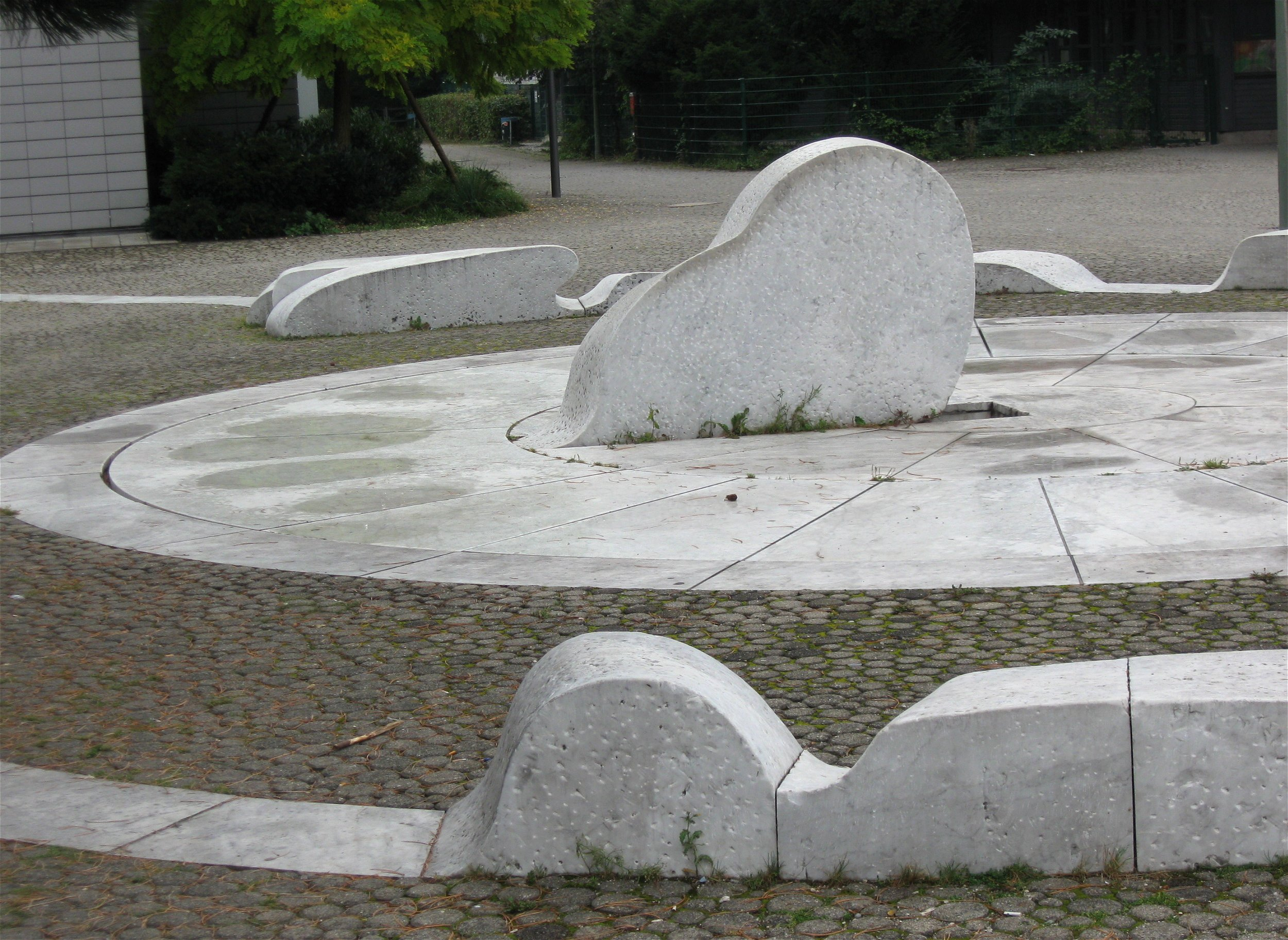
Vorplatzgestaltung, Europäische Schule München
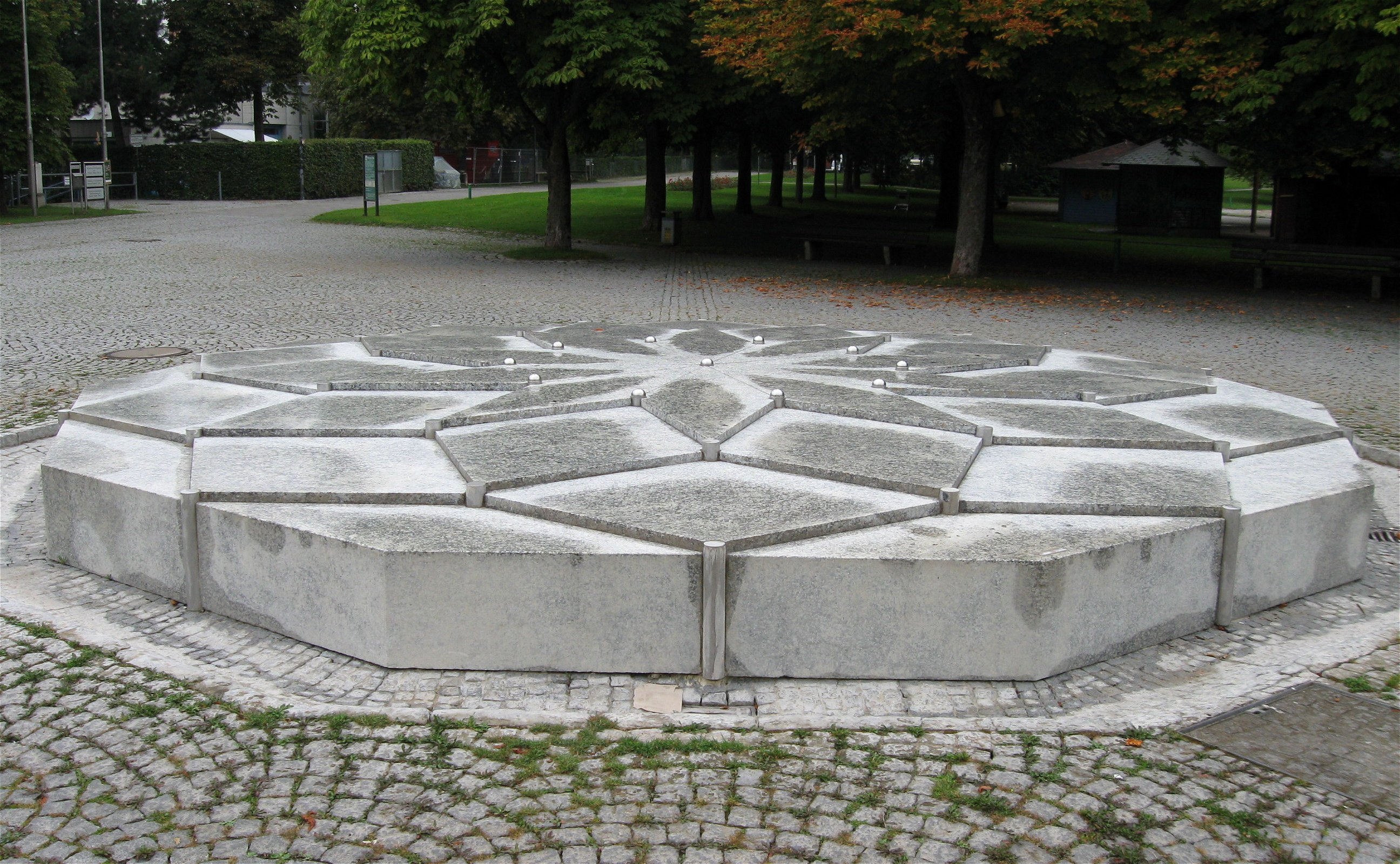
Sternbrunnen, München-Neuperlach
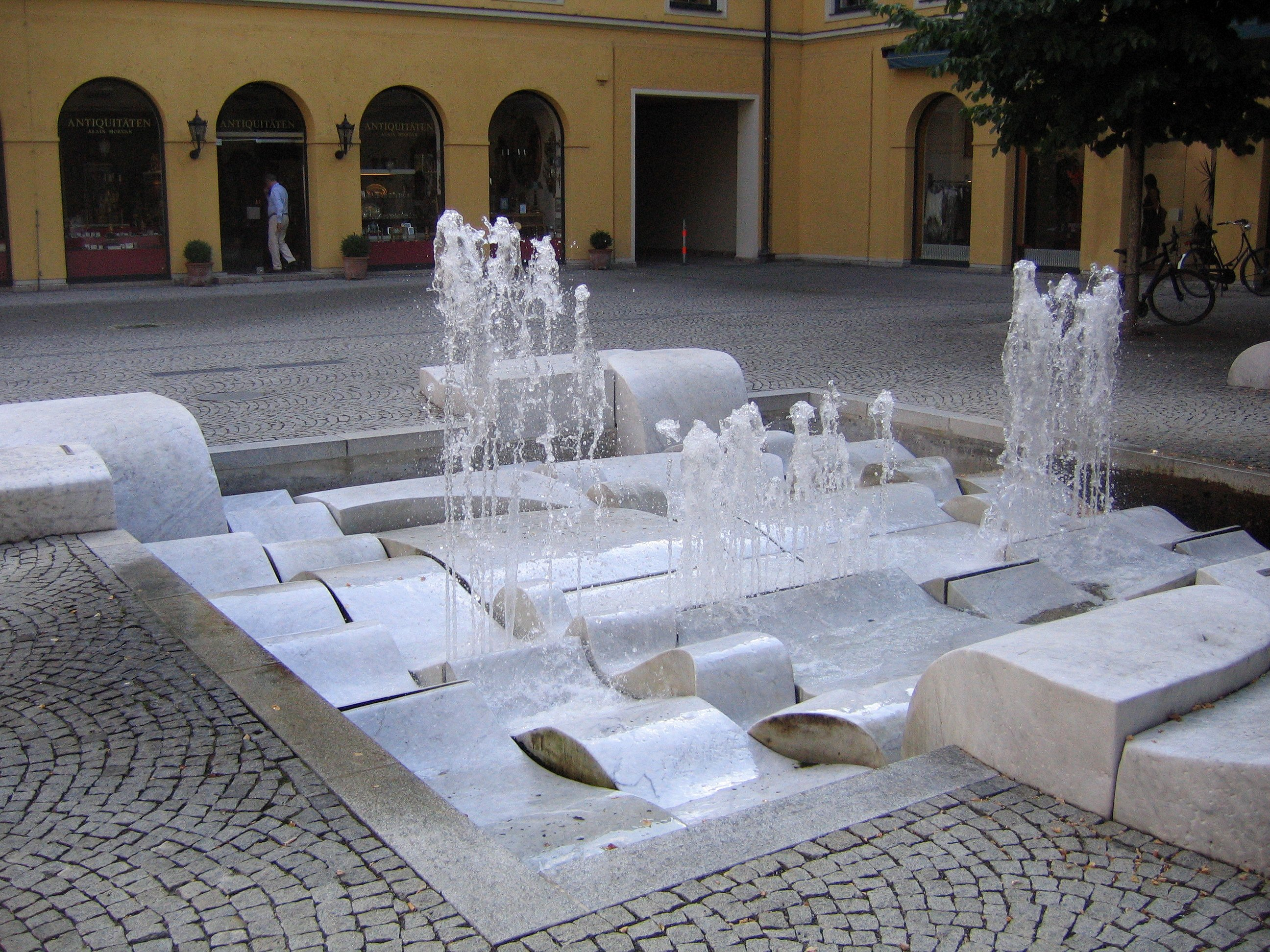
Konkave und konvexe Form, 1973, Theatinerhof, München